# Daniel Manzato
Daniel Manzato (* 17. Januar 1984 in Freiburg im Üechtland) ist ein Schweizer Eishockeytorhüter, der zuletzt bis zum Saisonende 2023/24 beim SC Bern in der Schweizer National League spielte.

## Karriere

### Vereine

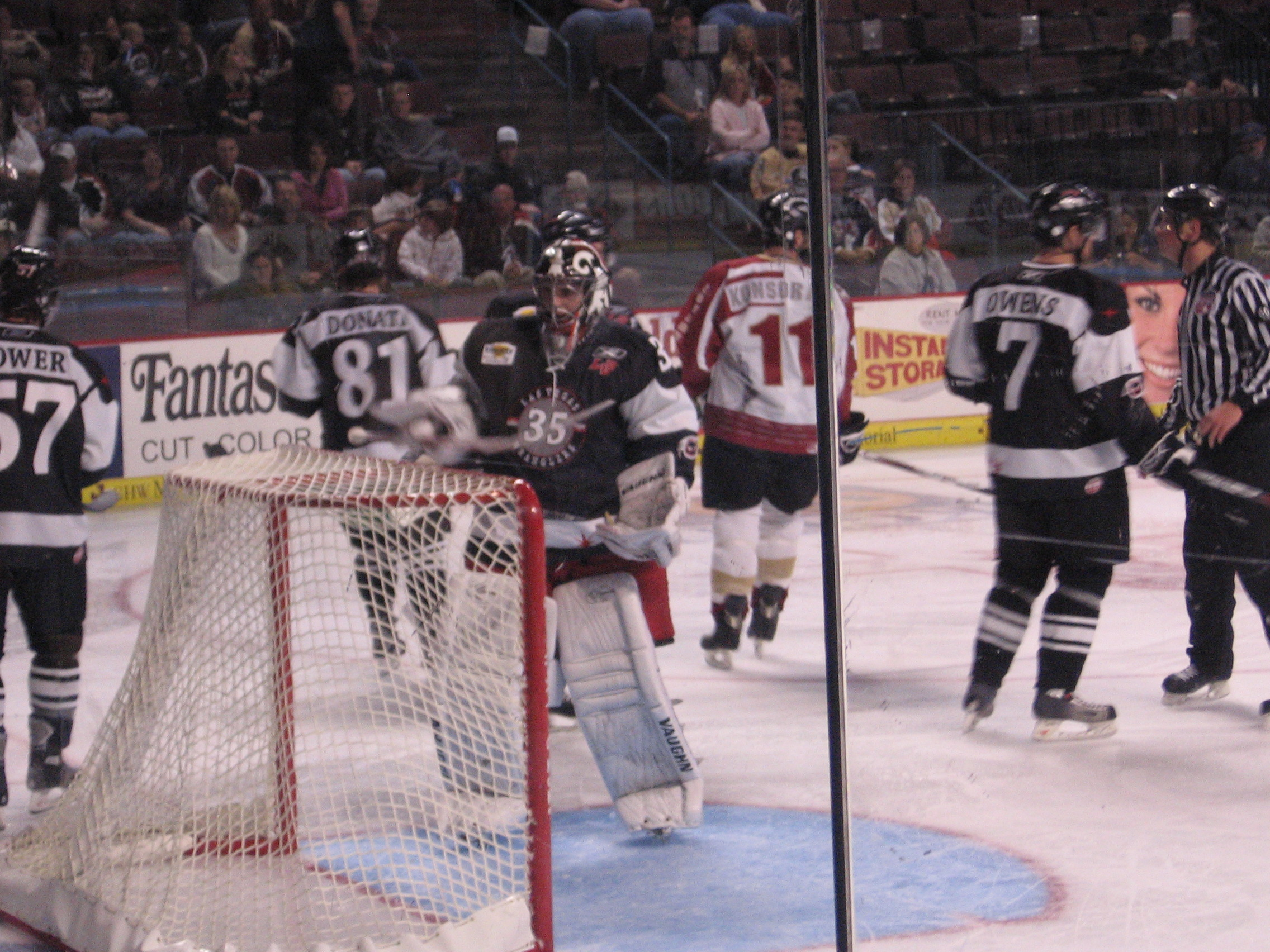
Daniel Manzato im Trikot der Las Vegas Wranglers

Manzato stammt aus dem Nachwuchs des HC Fribourg-Gottéron, für den er in den Playoffs der Saison 1999/2000 das erste Mal als Ersatztorhüter in der Nationalliga A eingesetzt wurde. 2001 entschloss er sich zu einem Wechsel nach Nordamerika und spielte für drei Jahre bei den Tigres de Victoriaville, die ihn beim CHL Import Draft 2001 in der ersten Runde als insgesamt 42. Spieler gezogen hatten, aus der Québec Major Junior Hockey League. Während dieser Zeit wurde er beim NHL Entry Draft 2002 von den Carolina Hurricanes in der fünften Runde als insgesamt 160. Draft-Pick ausgewählt.
2003 kehrte der Schlussmann in die Schweiz zurück und spielte in den folgenden vier Spielzeiten für die Kloten Flyers, den HC Ambrì-Piotta und den EHC Basel. Dabei etablierte er sich innerhalb der Liga. 2007 wagte er erneut den Wechsel nach Nordamerika und wurde innerhalb der Organisation der Hurricanes von einem Team zum nächsten geschoben, bevor er für mehrere Monate bei den Las Vegas Wranglers aus der ECHL unterkam. Mit diesen erreichte der Schweizer 2008 den Final um den Kelly Cup, die Meisterschafts-Trophäe der ECHL. Im Sommer 2008 nahm er am Trainingslager der Hurricanes teil, wurde aber nicht in das NHL-Kader aufgenommen. Stattdessen spielte er beim Farmteam der Hurricanes, den Albany River Rats, in der American Hockey League als zweiter Torhüter hinter Justin Peters.
Am 23. August 2009 unterzeichnete Manzato einen Dreijahresvertrag bei den Rapperswil-Jona Lakers aus der Schweizer National League A. Anschliessend stand er sechs Jahre beim  HC Lugano unter Vertrag, bei dem er meist als zweiter Torhüter agierte. Zur Saison 2018/19 wechselte er zum regionalen Rivalen HC Ambrì-Piotta, wo er wiederum meist die Rolle als Back-up hinter Benjamin Conz ausfüllte. Für den Spengler Cup 2018 wurde er an KalPa Kuopio ausgeliehen und gewann das Turnier. Im Dezember 2019 wurde er für die Saison 2020/21 vom Genève-Servette HC verpflichtet. Zur Spielzeit 2021/22 wechselte er zum SC Bern. Dort war er bis zum Saisonende 2023/24 aktiv.

### Nationalmannschaften
Daniel Manzato vertrat die Schweiz bisher bei sieben grossen Turnieren. Als Juniorenspieler gehörte er dem Kader bei der U18-Weltmeisterschaft 2001 und den U20-Weltmeisterschaften 2003 und 2004 an. 2007, 2010, 2011 und 2015 gehörte er zur Herrenauswahl bei der jeweiligen Weltmeisterschaft, kam aber nie zu einem Einsatz.

## Erfolge und Auszeichnungen

### Vereine
- 2002 Coupe-du-Président-Gewinn mit den Tigres de Victoriaville
- 2008 Teilnahme am ECHL All-Star Game
- 2018 Spengler-Cup-Gewinn mit KalPa Kuopio
- 2018 All-Star-Team des Spengler Cups

### Nationalmannschaft
- 2001 Silbermedaille bei der U18-Junioren-Weltmeisterschaft

## Karrierestatistik

### Nationalmannschaften
(Legende zur Torhüterstatistik: GP oder Sp = Spiele insgesamt; W oder S = Siege; L oder N = Niederlagen; T oder U oder OT = Unentschieden oder Overtime- bzw. Shootout-Niederlage; Min. = Minuten; SOG oder SaT = Schüsse aufs Tor; GA oder GT = Gegentore; SO = Shutouts; GAA oder GTS = Gegentorschnitt; Sv% oder SVS% = Fangquote; EN = Empty Net Goal; 1 Play-downs/Relegation; Kursiv: Statistik nicht vollständig)